# 천곡천 (울산)
천곡천(泉谷川)은 대한민국의 강이다. 울산광역시 북구 천곡동의 선창골못에서 발원하여 태화강의 지류인 동천강으로 흘러드는 강이다.
1999년 2월 8일 이 강 일대에서 물고기 수백마리가 떼죽음을 당하는 일이 있었다. 2010년 4월 20일 자연보호북구협의회에서는 천곡초등학교 하단 이 강 500m에 걸쳐 잡풀을 제거하고 창포 5000본을 식재하였다. 이 강 상류지역에 유용 미생물을 활용한 수생태계 회복 사업인 'EM 시스템'(Effective Microorganisms)을 구축할 예정이다.